# Infinite synthesis 4
infinite synthesis 4 – album studyjny japońskiego zespołu fripSide wydany 10 października 2018 nakładem wytwórni NBCUniversal Entertainment Japan.
Jest to piąty album wydany w drugiej fazie zapoczątkowanej w 2009 i dziesiąty w całej aktywności zespołu, a także czwarty z serii infinite synthesis.

## Lista utworów
| Nr | Tytuł                         | Długość | Uwagi                                                                              |
| -- | ----------------------------- | ------- | ---------------------------------------------------------------------------------- |
| 1  | Edge of the Universe          | 5:47    |                                                                                    |
| 2  | killing bites                 | 4:43    | Utwór z openingu anime Killing Bites i z singla killing bites                      |
| 3  | divine criminal               | 5:07    | Utwór z openingu anime Saredo tsumibito wa ryū to odoru i z singla divine criminal |
| 4  | snow of silence               | 5:35    |                                                                                    |
| 5  | white relation (IS4 version)  | 7:36    |                                                                                    |
| 6  | colorless fate -version 2018- | 7:01    |                                                                                    |
| 7  | under a starlit sky           | 4:29    |                                                                                    |
| 8  | breaking dawn                 | 5:05    |                                                                                    |
| 9  | one dream                     | 5:06    |                                                                                    |
| 10 | adverse wind                  | 4:35    | Muzyka przewodnia gry mobilnej Toaru majutsu no Index                              |
| 11 | beyond the horizon            | 6:02    |                                                                                    |
| 12 | you only live once            | 5:42    |                                                                                    |
| 13 | close to you                  | 5:03    |                                                                                    |
| 14 | Like a blink, a short night.  | 5:50    |                                                                                    |